# ウェイワード・パインズ
ウェイワード・パインズ（Wayward Pines）は、ブレイク・クラウチによる三部作の小説シリーズおよびそれを基にしたアメリカのテレビドラマシリーズ。

## あらすじ
米国シークレットサービスの捜査官であるイーサン・バークはアイダホ州にある小さな町・ウェイワード・パインズに捜査で訪れた際、トラックに撥ねられる。目が覚めると町の病院で、ジェンキンスを名乗る医師に町外れで事故に遭いここに搬送されたと告げられる。バークはジェンキンスや看護婦のパムの挙動に不信感を覚え病院を抜け出すが町から出ることはできず、次第に町の異様さに気付く。

## 登場人物
- イーサン・バーグ：シークレットサービスの捜査官
- テレサ：イーサンの妻
- ベン：イーサンの息子
- デイヴィッド・ピルチャー:元教授で科学者
- パメラ（パム）・ピルチャー:看護師。デイヴィットの妹
- アーノルド・ポープ：保安官
- ケイト・ヒューソン・バリンジャー：玩具屋の店員。元シークレットサービスの捜査官
- アダム・ハスラー：イーサンとケイトの元上司

## 刊行情報
- Pines（邦題『パインズ 美しい地獄』　東野さやか訳、ハヤカワ文庫 2014年）
- Wayward（邦題『ウェイワード 背反者たち』 東野さやか訳、ハヤカワ文庫 2015年）
- The Last Town（邦題『ラスト・タウン 神の怒り』 東野さやか訳、ハヤカワ文庫 2015年）

## ドラマ版
2015年5月14日から2016年7月27日までＦＯＸＴＶにおいて2シーズン放送された。

### キャスト
- マット・ディロン: イーサン・バーク（吹替：津田健次郎）
- カーラ・グジーノ: ケイト・ヒューソン（吹替：井上喜久子）
- トビー・ジョーンズ:デビッド・ピルチャー、別名ジェンキンス博士（吹替：飛田展男）
- シャニン・ソッサモン：テレサ・バーク（吹替：大浦冬華）
- チャーリー・タハン：ベン・バーク（吹替：増田俊樹）
- ジュリエット・ルイス: ビバリー・ブラウン（吹替：朴璐美）
- メリッサ・レオ:パメラ"パム"ピルチャー（吹替：定岡小百合）
- テレンス・ハワード：アーノルド・ポープ（吹替：伊藤健太郎）
- ジェイソン・パトリック:セオドア博士"テオ"イェドリン（吹替：神奈延年）
- ニムラット・カウル：レベッカ・イェドリン（吹替：久川綾）
- ジョシュ・ヘルマン: ザンダー・ベック（吹替：高橋英則）
- トム・スティーブンス: ジェイソン・ヒギンズ（吹替：小林親弘）
- ケイシー・ロール: ケリー・キャンベル（吹替：森谷里美）
- ジモン・フンソウ:クリストファー・ジェームズ・ミッチャム（吹替：石井康嗣）